# Mauritia (Pflanzengattung)
Mauritia ist eine Pflanzengattung innerhalb der Familie der Palmengewächse (Arecaceae). Die etwa zwei Arten kommen im tropischen Südamerika vor. Die Buriti-Palme (Mauritia flexuosa) ist eine regional bedeutende Nutzpflanze aus dieser Gattung.

## Beschreibun

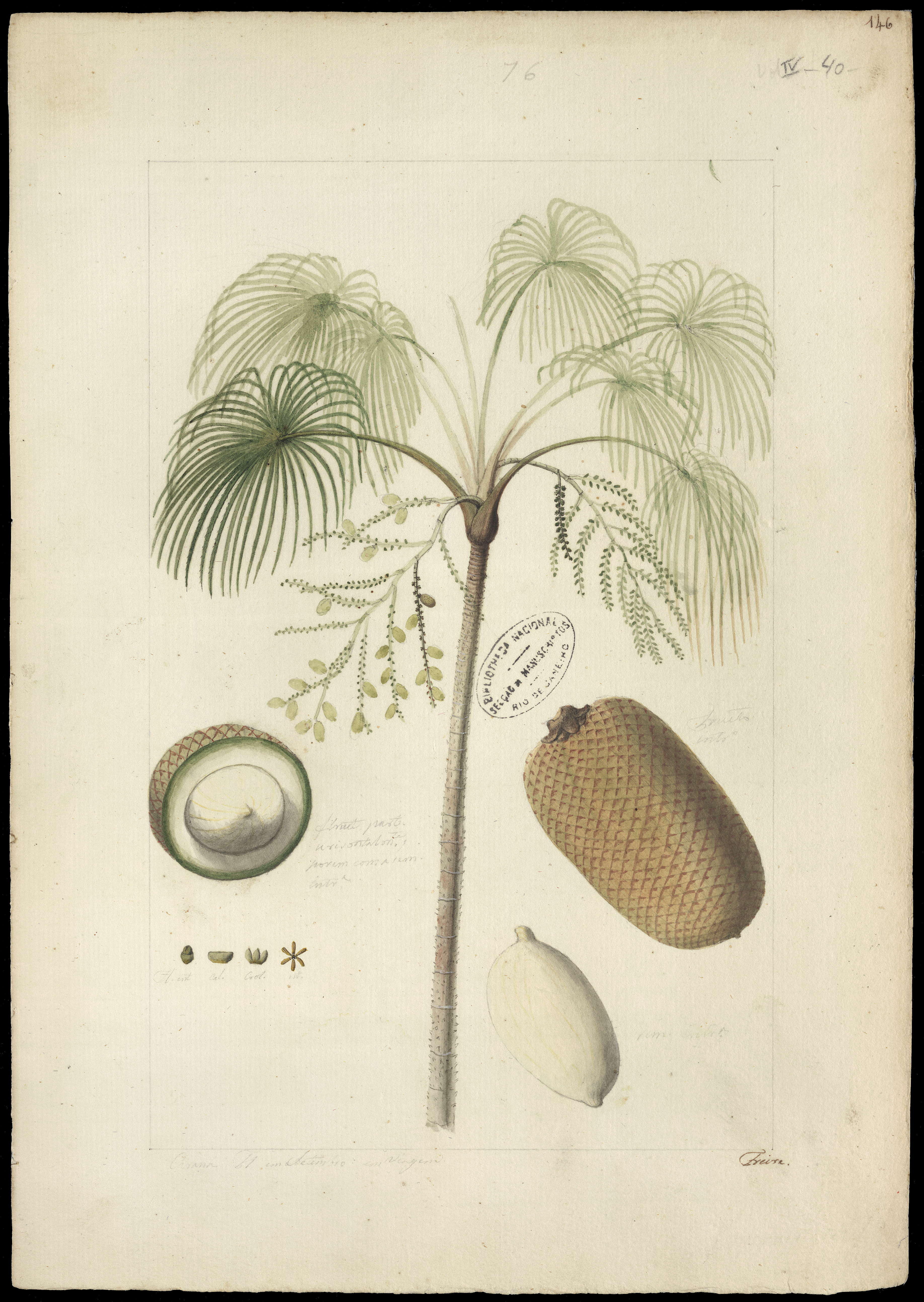
Illustration von Mauritia flexuosa aus Coleção Brasiliana Iconográfica

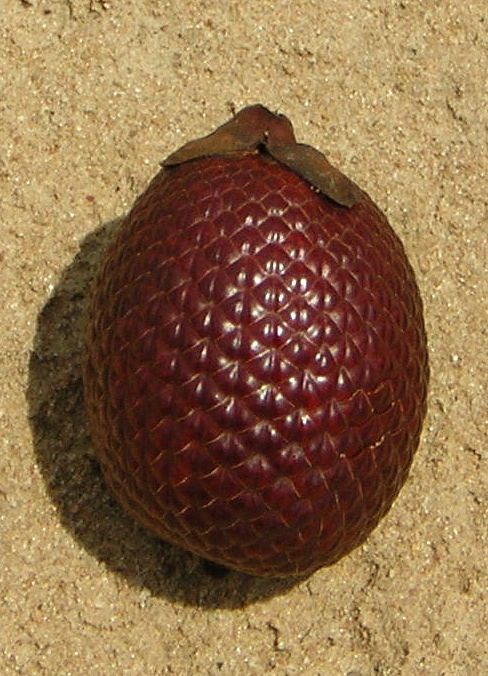
Frucht von Mauritia flexuosa

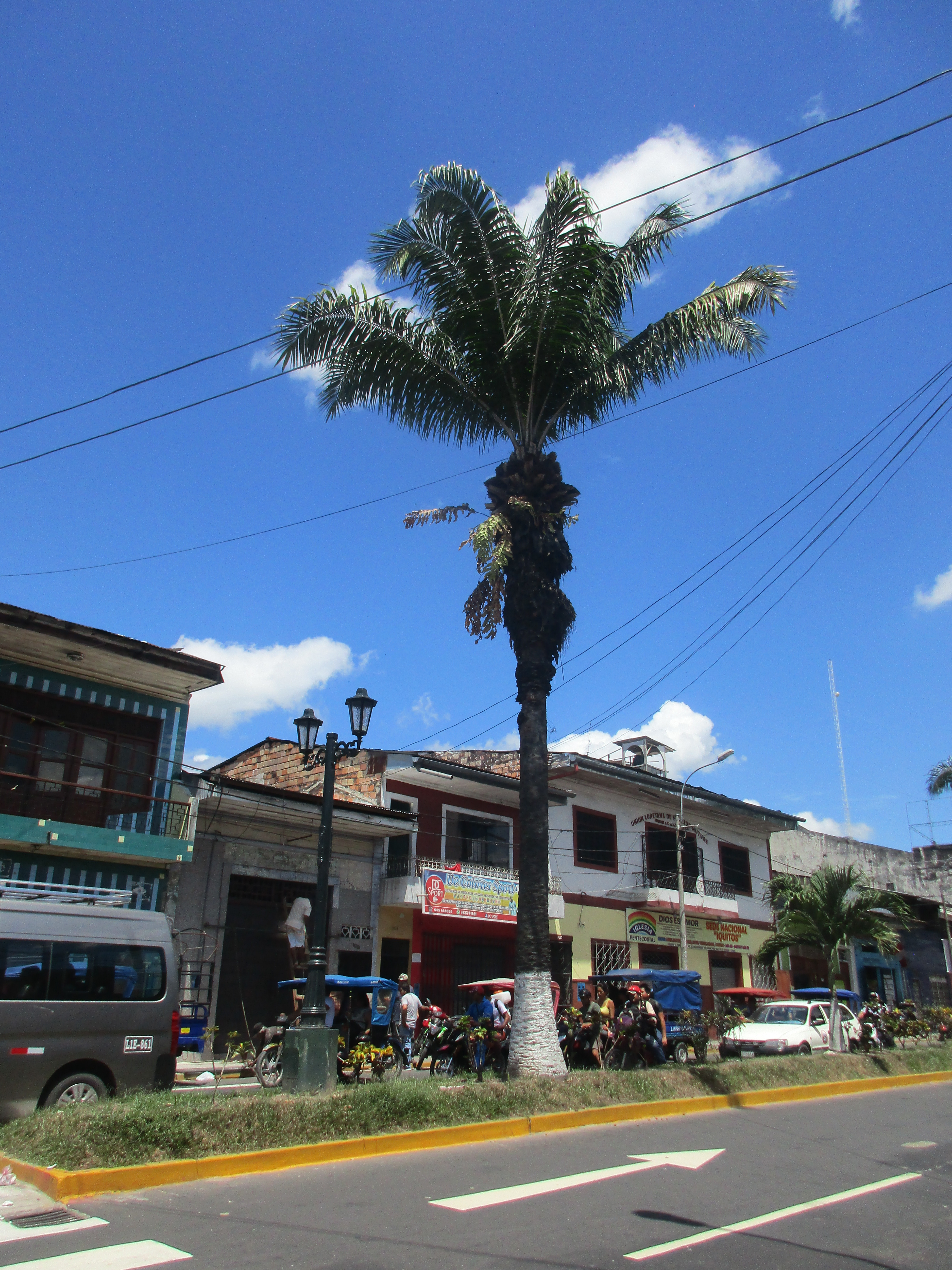
Habitus von Mauritia carana

### Erscheinungsbild
Mauritia-Arten sind massive, einzelstämmige, diözische baumförmige Palmen. Der Stamm ist aufrecht, im oberen Teil durch die vertrockneten Blattscheiden verdeckt, unten dann frei. Die Rinde ist hart, das Mark weich.

### Blätter
Die Blätter sind fächerförmig, groß, reduplikat und kurz costapalmat. Die Blattscheide ist zunächst röhrig und reißt gegenüber dem Blattstiel auf. An den Rändern sitzen manchmal grobe Fasern. Der Blattstiel ist auffällig, an der Oberseite (adaxial) ist er an der Basis gerillt, ansonsten im Querschnitt kreisrund. Er ist glatt und unbewehrt. Die Blattspreite ist kreisrund und entlang der abaxialen Falten fast bis zum Ansatz in zahlreiche, einfach gefaltete Segmente unterteilt. Die Mittelrippen sind deutlich.

### Blütenstände
Es wird nur je ein Blütenstand gebildet; er steht zwischen den Blättern. Männliche und weibliche Blütenstände sind oberflächlich ähnlich. Das Vorblatt ist kurz, röhrig, zweikielig und hat zwei kurze dreieckige Lappen. Der Blütenstandsschaft ist kürzer als die Blütenstandsachse; er ist im Querschnitt elliptisch und trägt zahlreiche, überlappende, distich stehende, röhrige Hochblätter. Die zahlreichen Hochblätter an der Blütenstandsachse hüllen als Scheide die Seitenachsen ein, stehen distich, jede trägt eine hängende bis abstehende Seitenachse erster Ordnung. An den Seitenachsen erster Ordnung steht ein kurzes, zweikieliges, röhriges Vorblatt und ein bis wenige leere distiche Hochblätter, gefolgt von röhrigen, kurzen Hochblättern, die je eine kurze bis mittellange, gerade oder gebogene Rachilla tragen. Die männliche Rachilla ist kätzchenartig.

### Blüten
Die männlichen Blüten haben eine Kelchröhre mit drei kurzen Kelchlappen. Der Kelch ist häufig dicht beschuppt. Die drei Kronblätter sind lang, überragen den Kelch deutlich, stehen valvat, sind ledrig und an ihrer Basis kurz verwachsen. Die sechs Staubblätter haben freie, dicke Staubfäden. Die Staubbeutel sind lang, basifix und latrors. Das Stempelrudiment ist sehr klein. Die Pollenkörner sind kugelig und symmetrisch. Die Keimöffnung ist entweder eine große distale Pore oder eine kurze Keimfalte (Sulcus). Die längste Achse ist 54 bis 65 Mikrometer lang.
Die weiblichen Blüten sind größer als die männlichen. Der Kelch ist röhrenförmig, kurz dreilappig und häufig dicht mit Schuppen besetzt. Die Krone ist im unteren Drittel bis zur Hälfte röhrig, der Rest sind drei lange Lappen. Die sechs Staminodien sind seitlich über die flachen, breiten Staubfäden miteinander verwachsen und mit der Krone am Ende der Kronröhre verwachsen. Das Gynoeceum ist dreifächrig mit drei Samenanlagen. Die Samenanlagen sind anatrop und setzen basal an.  Es ist rundlich, mit senkrechten Reihen von zurückgebogenen Schuppen besetzt. Der kurze und konische Griffel endet in drei Narben.

### Früchte und Samen
Die Frucht ist rundlich, sehr groß und meist einsamig. Die Narbenreste stehen apikal. Das Exokarp ist mit vielen senkrechten Reihen von rötlich-braunen Schuppen besetzt. Das Mesokarp ist eher dick und fleischig, das Endokarp ist nicht ausdifferenziert. Der Samen ist rundlich, setzt nahe der Basis an und hat apikal einen stumpfen Schnabel. Die Samenschale ist dünn, das Endosperm ist homogen. Der Embryo sitzt basal.

### Chromosomensätze
Die Chromosomenzahl beträgt 2n = 30.

## Vorkommen
Die beiden Arten kommen im Amazonas-Becken und angrenzenden Gebieten vor: Trinidad, Kolumbien, Ecuador, Peru, Venezuela, Guyana, Surinam, Französisch-Guyana und Brasilien.
Mauritia-Arten besiedeln die feuchteren Gebiete. Häufig bilden sie ausgedehnte natürliche Bestände in periodisch überschwemmten Gebieten des Tieflandes.

## Systematik
Die Gattung Mauritia wurde 1781 (April 1782) durch Carl von Linné dem Jüngeren in Supplementum Plantarum, Tomus 70, Seite 454 aufgestellt. Der Gattungsname Mauritia ehrt den Grafen Johan Maurits van Nassau-Siegen (1604–1679), Gouverneur der Niederländischen Westindien-Kompanie in Brasilien.
Die Gattung Mauritia L. f. wird innerhalb der Familie Arecaceae in die Unterfamilie Calamoideae, die Tribus Lepidocaryeae und die Subtribus Mauritiinae gestellt. Die Monophylie der Gattung wurde noch nicht untersucht.
Es gibt nur etwa zwei Arten:
- Mauritia carana Wallace: Sie gedeiht im Amazonasbecken.[1]
- Buriti-Palme (Mauritia flexuosa L. f.) Sie gedeiht im tropischen Südamerika und kommt auf der Insel Trinidad vor.[1]

## Belege